# Seriola rivoliana
Cá cam sọc (Danh pháp khoa học: Seriola rivoliana) là một loài cá biển trong họ Carangidae phân bố ở vùng biển Ấn Độ-Thái Bình Dương, Hồng Hải, Inđônêxia, Philippin, Trung Quốc, Nhật Bản và Việt Nam gồm Vịnh Bắc Bộ, Trung Bộ, Nam Bộ. Đây là một loài cá có giá trị kinh tế, Mùa vụ khai thác quanh năm. Dạng sản phẩm là ăn tươi.

## Tên gọi
Loài cá này có nhiều tên gọi, tùy từng quốc gia, chẳng hạn như:
- Ở Việt Nam, ngoài tên gọi cá cam sọc, tên địa phương của chúng là cá cam, cá cu.
- Tên thường gọi tiếng Anh: Greater amberjack, Amberjack fish, Almaco jack
- Tên gọi thị trường Mỹ: Amberjack, Greater Amberjack, Yellowtail, Atlantic Amberjack, Madregal, Bonito.
- Tên gọi thị trường Úc là Allied kingfish.
- Tên gọi thị trường Canada: Greater Amberjack, Rudderfish, Amberjack, Sériole à ceintures, Sériole.
- Tên gọi tiếng Pháp: Sériole couronnée
- Tên gọi tiếng Tây Ban Nha: Cirvia.
- Tên gọi tiếng Ý: Acciola, Seriola di Dumeril, Sirviola, Sumu, Acciola, Alice grande, Alici, Alicosa, Aricciola.
- Tên gọi tiếng Nhật: Kanpachi.
- Tên gọi tiếng Hàn Quốc: Chaet-pang-o.

## Đặc điểm
Thân cá dài, dẹp bên. Kích cỡ 300–500 mm. Viền lưng cong đều, viền bụng tương đối thẳng. Đầu dẹp bên, chiều dài đầu gần bằng chiều cao thân. Mõm nhọn, chiều dài bằng 1,5 lần đường kính mắt. Răng nhọn, mọc thành đai rộng và hướng vào trong miệng. Răng mọc thành đám rộng trên xương lá mía và mọc thành đai trên xương khẩu cái. Khe mang không liền với ức. Lợc mang dài và cứng. Toàn thân, má, đầu và xương nắp mang phủ vảy tròn nhỏ. Đường bên hoàn toàn, không có vảy lăng. Vây lưng thứ nhất có một gai cứng mọc ngược. Vây ngực ngắn, tròn. Vây bụng dài hơn vây ngực. Phần lưng màu nâu xanh, phần bụng màu trắng đục. Dọc thân có một dải màu vàng chạy từ sau mắt đến bắp đuôi. Các vây màu xám đen. 